# Penstemon heterodoxus
Penstemon heterodoxus är en grobladsväxtart som beskrevs av Asa Gray. Penstemon heterodoxus ingår i släktet penstemoner, och familjen grobladsväxter.

## Underarter
Arten delas in i följande underarter:
- P. h. cephalophorus
- P. h. shastensis

## Bildgalleri

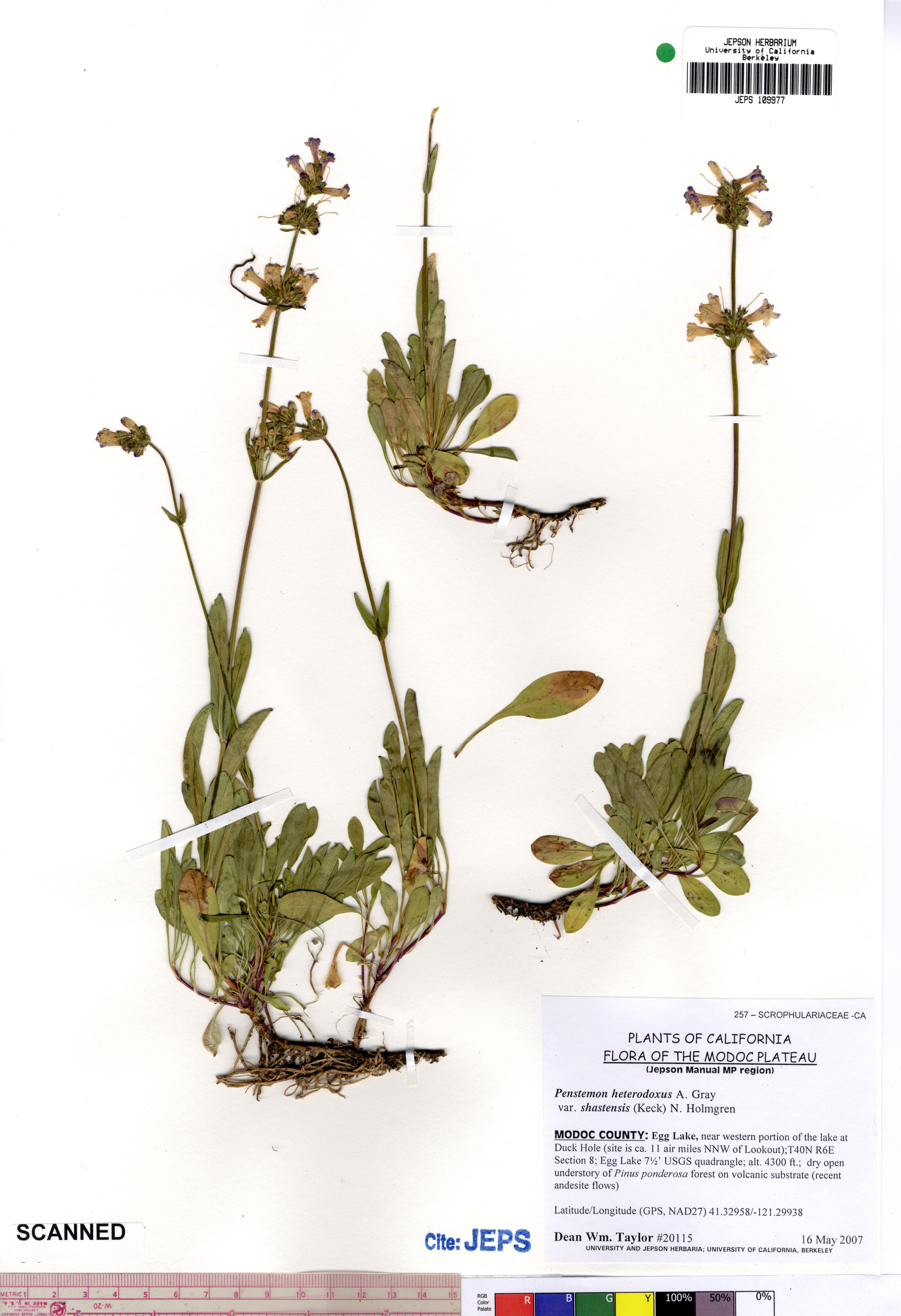
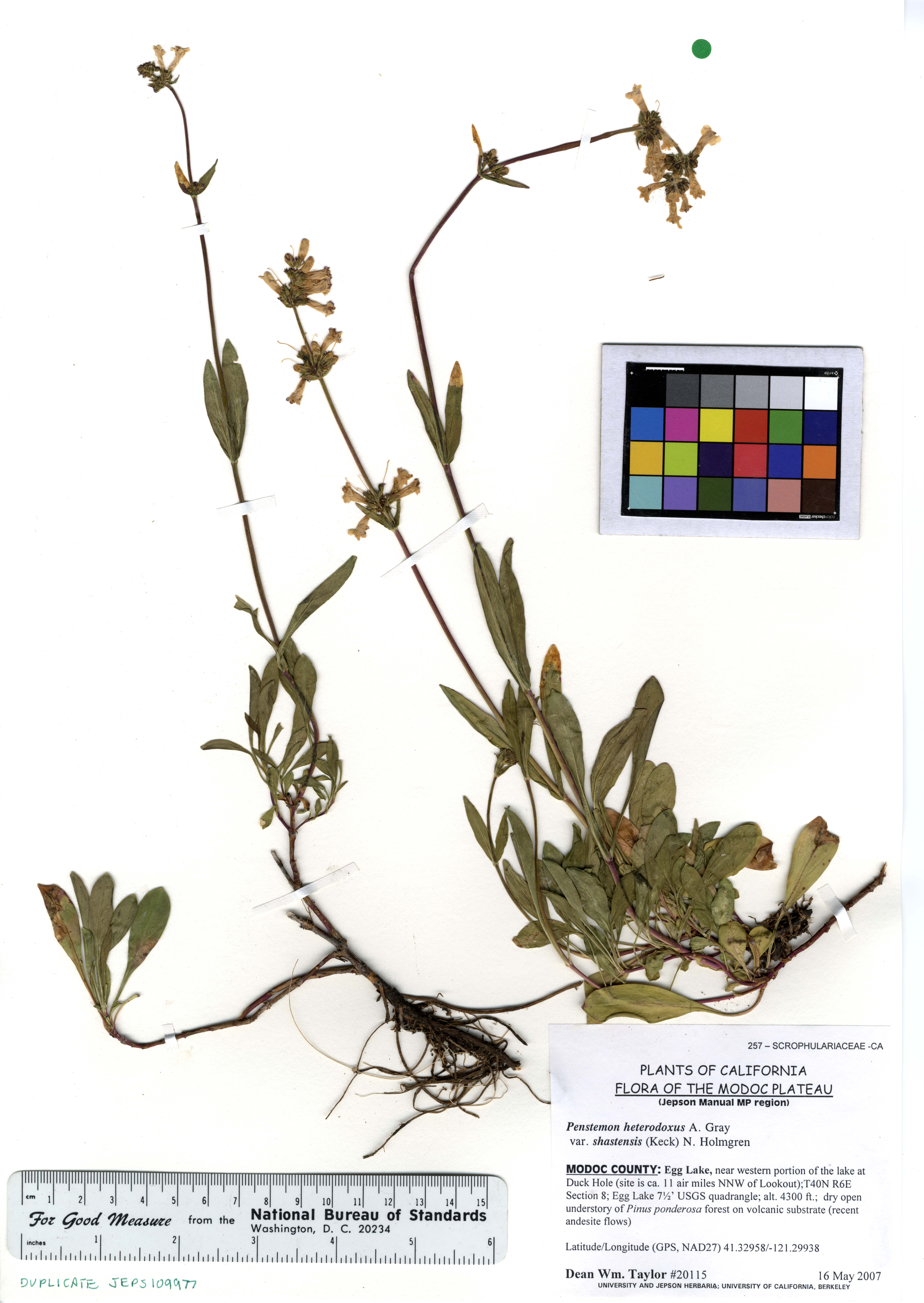
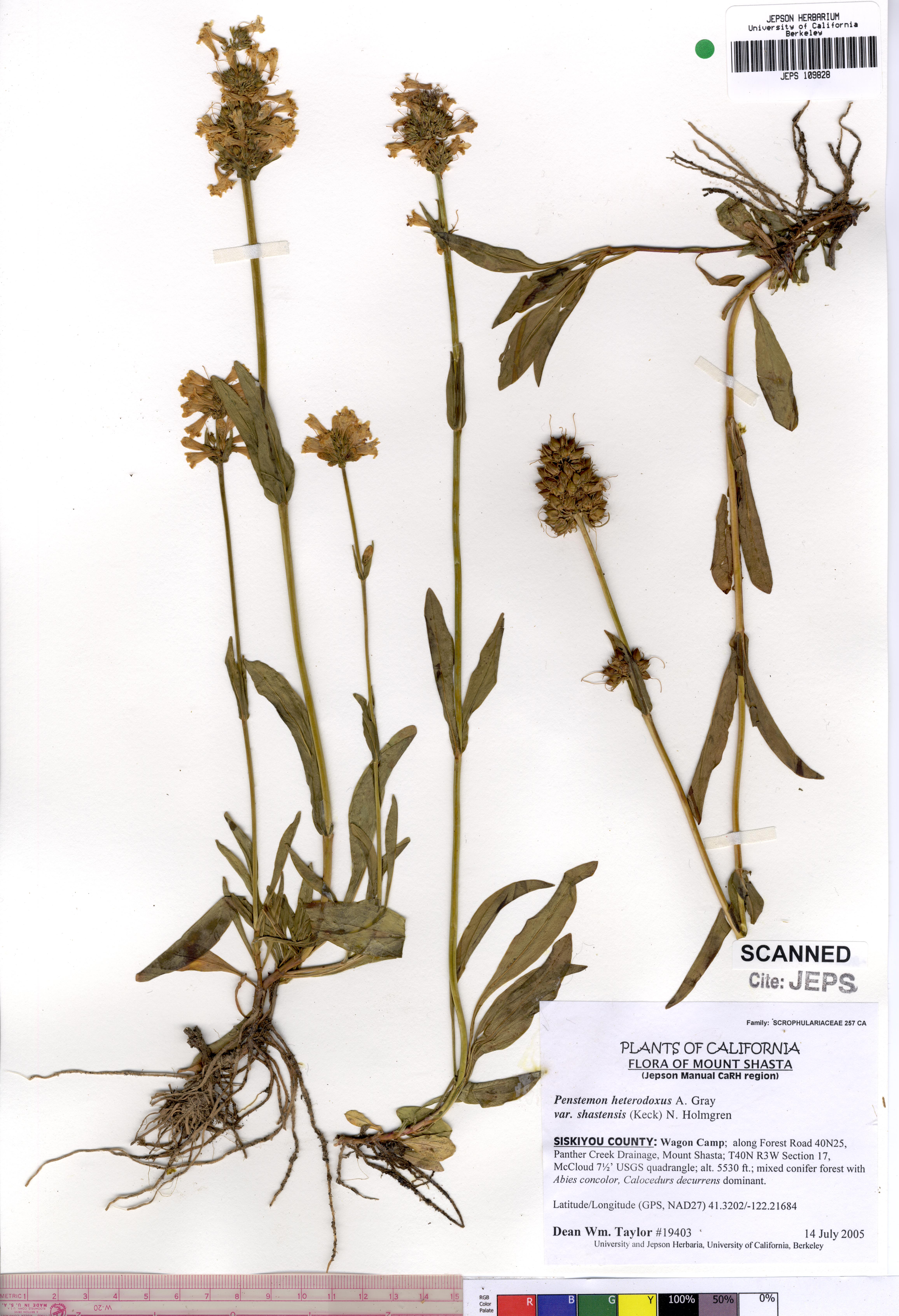
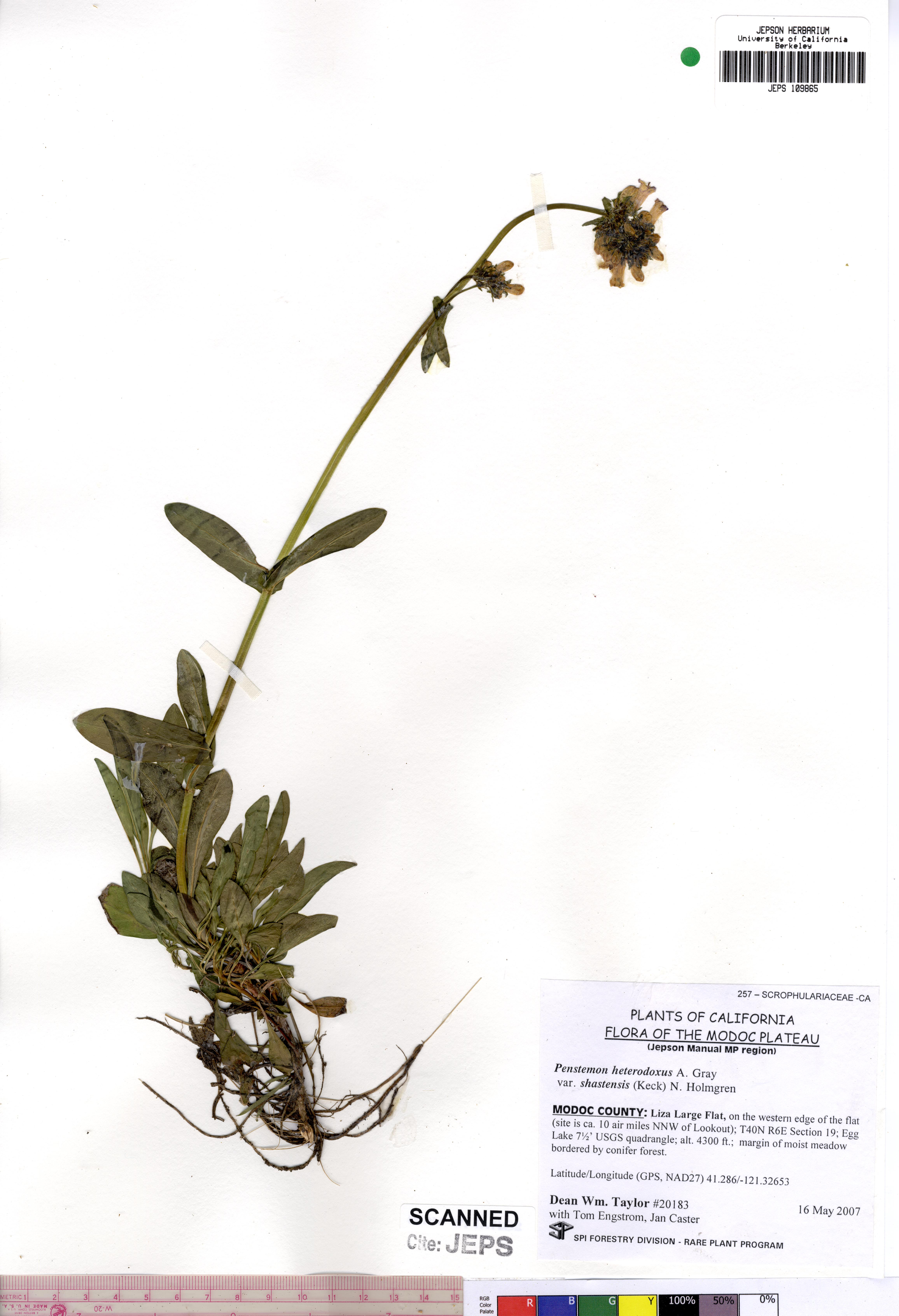
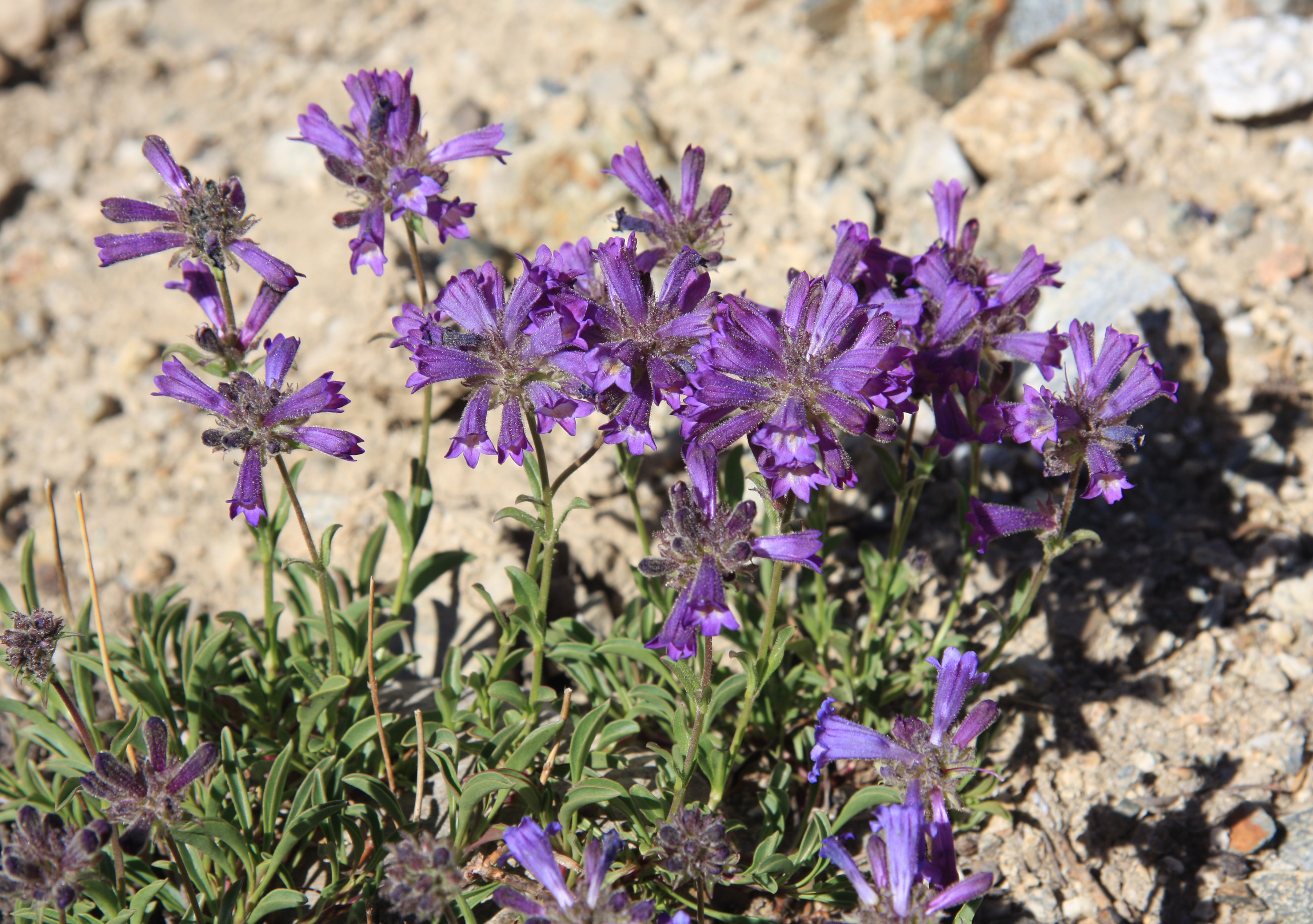